# Shehecheyanu
La benedizione Shehecheyanu (in ebraico שהחינו ‎?, "Colui che ci ha dato la vita") è una preghiera ebraica comune che si recita per celebrare occasioni. Si dice per ringraziare di nuove ed inusitate esperienze. Questa benedizione è stata recitata dagli ebrei per circa 2000 anni. Proviene dal Talmud (Berachot 54a, Pesakhim 7b, Sukkah 46a, et al.)

## Recitazione
Questa benedizione è detta quando capita un evento piacevole che non è capitato da qualche tempo: si includono quasi tutte le ricorrenze ebraiche eccetto lo Shabbat (non si deve dire nel periodo Tammuz-Av, per Tisha b'Av, secondo il Minhag precipuo); si recita la prima sera di Hanukkah ma non le sere successive; la benedizione viene detta anche in occasione di affissione di mezuzah (specialmente in una nuova abitazione), di acquisto di un vestito nuovo o nel mangiare un frutto nuovo che non si sia ancora mangiato dall'inizio di Rosh haShana, appunto il capodanno.
Si dice inoltre quando:
- si incontra un/a amico/amica non vista da 30 giorni.
- Si acquista una nuova abitazione, o un importante capo di vestiario o utensile.
- La nascita di un/a bambino/a (ma non durante la circoncisione ebraica).
- Una cerimonia Pidyon HaBen.
- Durante l'immersione rituale nella mikvah come parte di una Conversione all'Ebraismo (Ghiur).

Non si recita durante un Brit milah dato che include dolore né al Conteggio dell'Omer poiché è un compito che non dà piacere (al pensiero che la cerimonia dell'Omer appropriata non può essere celebrata in modo completo a causa della distruzione del Tempio).

## Testo
| Ebraico           | italiano                                           | Traslitterazione            |
| ----------------- | -------------------------------------------------- | --------------------------- |
| בָּרוּךְ אַתָּה יְ*יָ      | Benedetto sii Tu, o Signore                        | Baruch atta A-donai         |
| אֱ*לֹהֵינוּ מֶלֶךְ הַעוֹלָם | nostro Dio, Re dell'Universo,                      | E-loheinu melekh ha'olam    |
| שֶׁהֶחֱיָנוּ וְקִיְּמָנוּ     | Tu che ci hai concesso la vita, ci hai sostenuto   | she-ecḥeyanu ve'qi'eh'manu  |
| וְהִגִּיעָנוּ לַזְּמַן הַזֶּה׃ | e ci hai permesso di raggiungere questa occasione. | va'higiy'anu laz'man hazeh. |

## Storia
La Dichiarazione d'indipendenza dello Stato di Israele fu letta in pubblico a Tel Aviv il 4 maggio 1948, prima della scadenza del Mandato Britannico a mezzanotte. Dopo che il primo Primo Ministro, David Ben-Gurion, ebbe a leggere la Dichiarazione, Rabbi Yehuda Leib Maimon recitò la benedizione Shehecheyanu e la Dichiarazione di Indipendenza venne firmata. La cerimonia si concluse con l'inno di "Hatikvah".